# Aleksandrovo, Tărgoviște
Aleksandrovo (în bulgară Александрово) este un sat în comuna Tărgoviște, regiunea Tărgoviște,  Bulgaria.

## Demografie
Componența etnică a satului Aleksandrovo
     Bulgari (11,02%)
     Turci (88,58%)
     Nicio identificare (0,39%)
     Altele (0%)
La recensământul din 2011, populația satului Aleksandrovo era de 254 locuitori. Din punct de vedere etnic, majoritatea locuitorilor (88,58%) erau turci, cu o minoritate de bulgari (11,02%). Pentru 0,39% din locuitori nu este cunoscută apartenența etnică.